# Carl Burckhardt (Politiker)

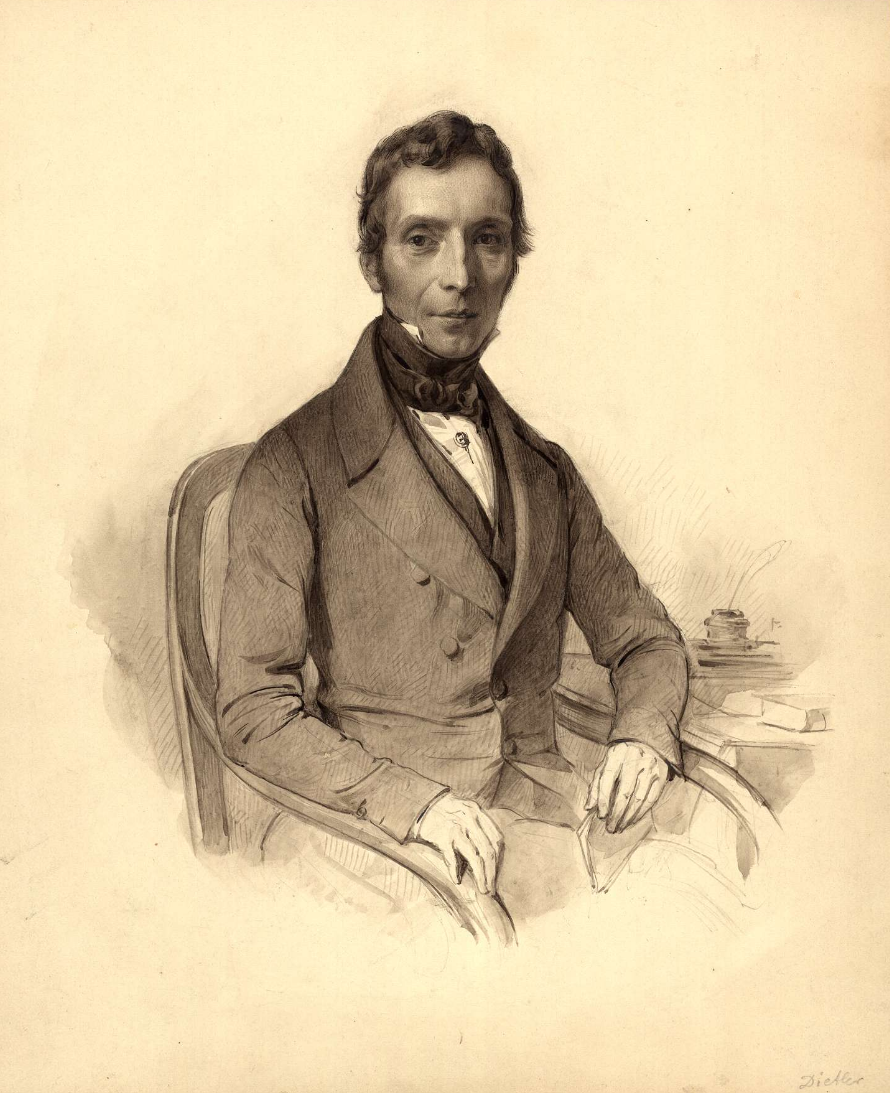
Carl Burckhardt-Paravicini

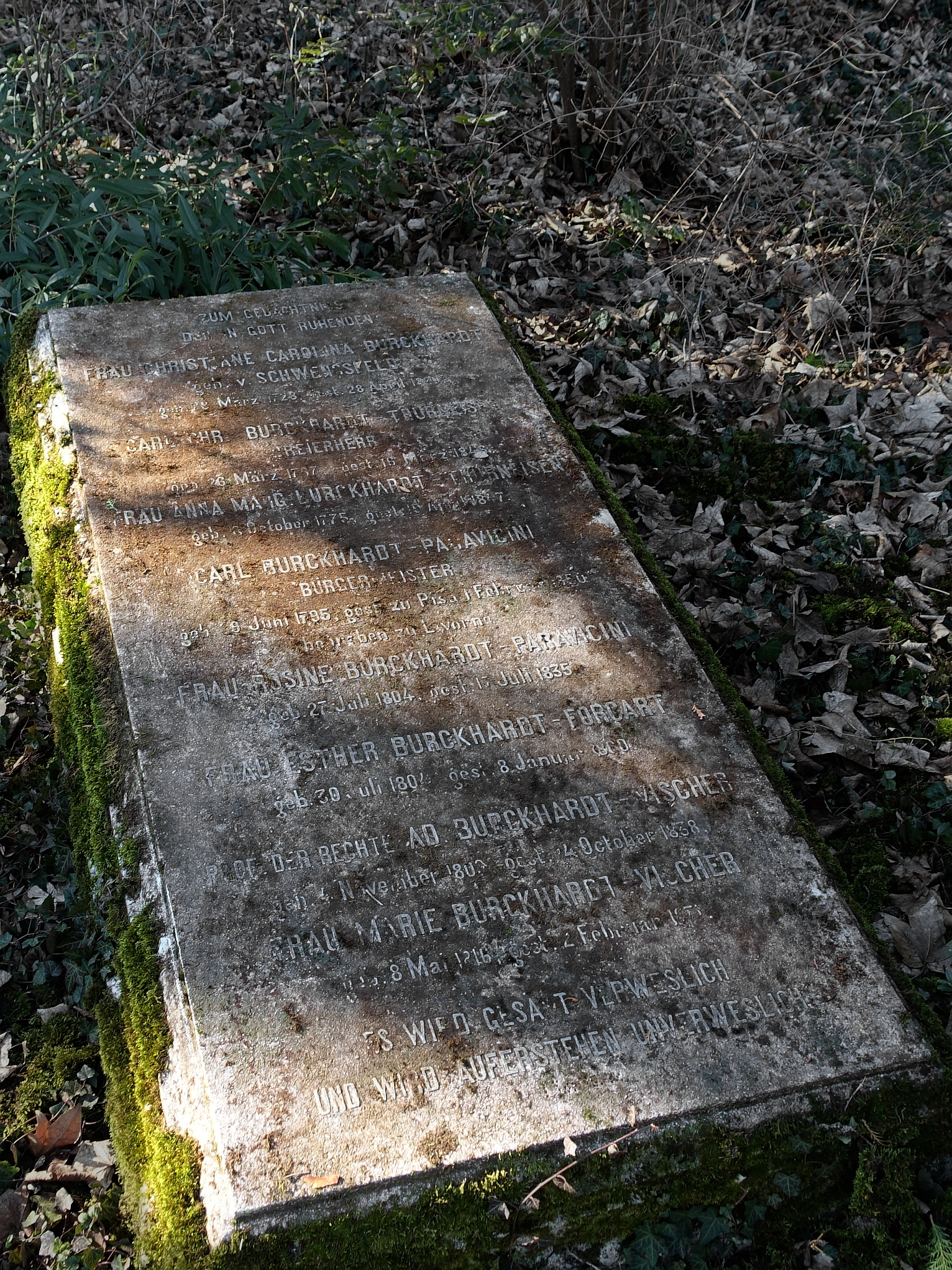
Familiengrab auf dem Friedhof Wolfgottesacker, Basel

Carl Burckhardt (auch Karl, Burckhardt-Paravicini; * 29. Juni 1795 in Basel; † 1. Februar 1850 in Pisa) war ein Schweizer Politiker und Jurist.

## Leben
Burckhardt stammte aus einem bedeutenden Basler Ratsgeschlecht. studierte von 1814 bis 1820 an den Universitäten von Heidelberg, Göttingen, Berlin und Paris. In den 1820er-Jahren gehörte er zum gemässigt liberalen Tugendbund in Basel. Ausserdem galt er als Führungsperson in der 1777 gegründeten, oppositionellen Gemeinnützigen Gesellschaft, die auf zeitgemässe Reformen ausgerichtet war. Nach seiner Rückkehr in seine Heimatstadt ernannte man ihn 1821 sogleich zum Präsidenten des in dieser Zeit neuorganisierten Zivilgerichtes.
Burckhart wurde 1822 in den Grossen Rat, 1832 in den Kleinen Rat und zugleich zum Bürgermeister von Basel gewählt. 1833 wurde unter ihm die Trennung von Basel-Stadt und Basel-Land endgültig vollzogen. Als Bürgermeister war er von 1832 bis 1846 auch Tagsatzungsgesandter. Im Zuge der Verfassungskrise von 1846/1847 verweigerte er sich einer Wiederwahl und trat somit 1846 vom Amt des Bürgermeisters ab. Hatte er sich in seiner politischen Laufbahn gegen Angriffe der Konservativen zu wehren, stand er am Ende seiner politischen Laufbahn unter der Kritik der oppositionellen, revolutionären Kräfte.
Burckhardt wurde nach seinem Austritt aus der Basler Regierung zum Präsidenten des Appellationsgerichtes in Basel gewählt. Er verstarb in Pisa. Dort hatte er sich zur Besserung seines angeschlagenen Gesundheitszustandes aufgehalten.

## Schriften
- Geschichte der Baslerischen Gesellschaft zur Beförderung des Guten und Gemeinnützigen während der ersten fünfzig Jahre ihres Bestehens, Neukirch, Basel 1827.
- Bericht an die Schweizerische Gemeinnützige Gesellschaft über die Strafanstalten in der Schweiz. Zürich 1827.